# Forcipomyia cooki
Forcipomyia cooki är en tvåvingeart som beskrevs av John William Scott Macfie 1932. Forcipomyia cooki ingår i släktet Forcipomyia och familjen svidknott. Inga underarter finns listade i Catalogue of Life.